# Praça da Estação (Coronel Fabriciano)

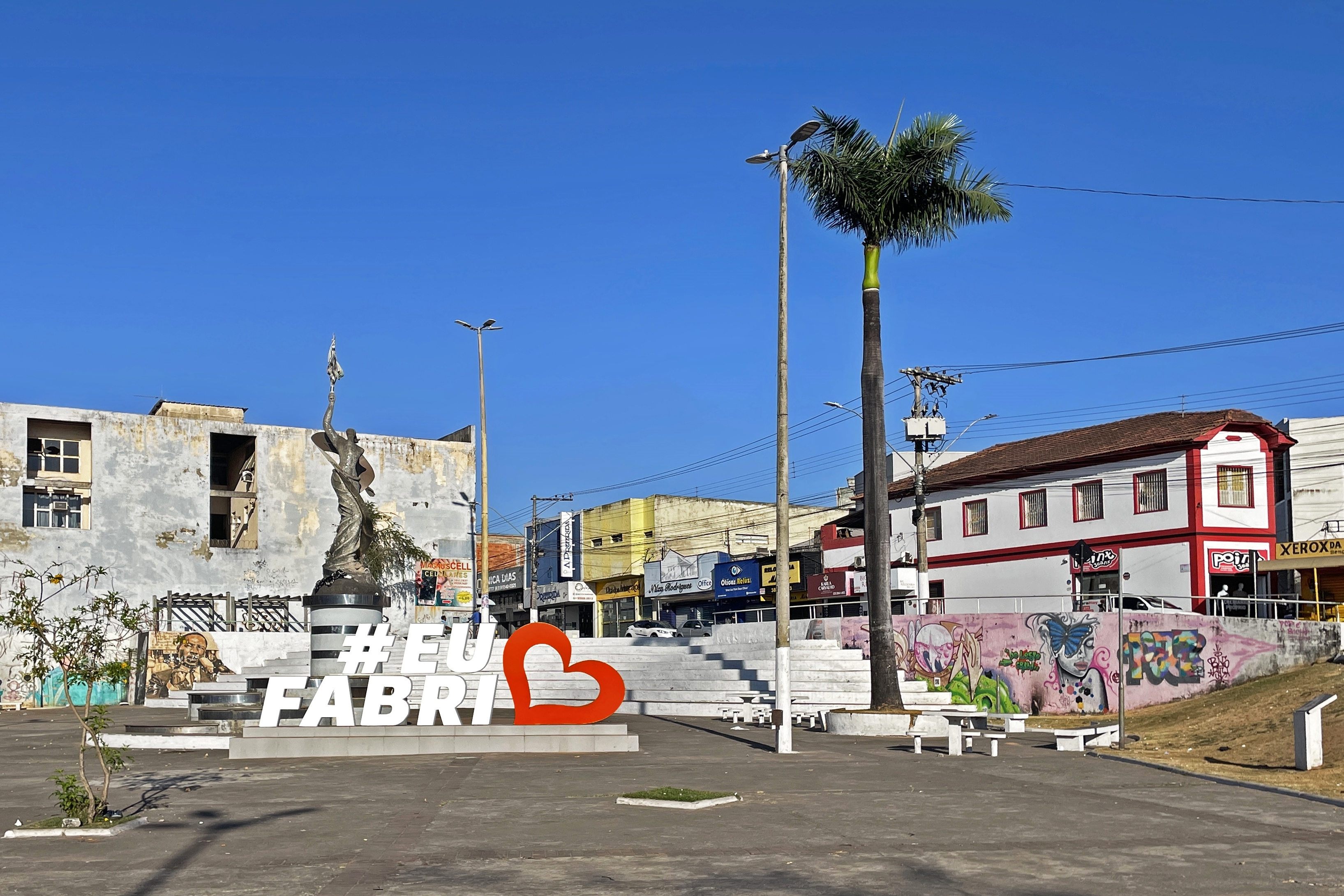
Letreiro "Eu Amo Fabri" e o Monumento "Os Cinco Elementos da Natureza" na Praça da Estação com o Sobrado dos Pereira à direita

A Praça da Estação é uma praça localizada no município brasileiro de Coronel Fabriciano, no interior do estado de Minas Gerais. Situa-se no Centro da cidade, estando posicionada ao lado do Terminal Rodoviário fabricianense e entre a Rua Pedro Nolasco e a Avenida Rubem Siqueira Maia. Foi inaugurada em 31 de outubro de 2008 e constitui um dos principais marcos do município, sendo também utilizada para a organização de eventos de médio e grande porte, com capacidade para suportar até 15 mil pessoas.

## História
Anteriormente à construção da praça, funcionava no local o complexo da Estação do Calado, que foi inaugurada em 1924. A seu redor se estabeleceu um núcleo urbano que viria a dar origem à sede do então distrito subordinado a Antônio Dias, emancipado em 1948. A antiga estação ferroviária foi desativada em 1979 para ceder espaço ao Terminal Rodoviário de Coronel Fabriciano e ao terminal urbano do transporte público coletivo municipal, inaugurados na década de 1980. Mais tarde, no mandato do então prefeito Chico Simões, pretendeu-se construir uma praça na região do terminal urbano, onde seria implantado o Monumento Terra Mãe em homenagem aos 50 anos de emancipação política da cidade em 1999. No entanto, o projeto não foi procedido e a mando do prefeito sucessor Paulo Almir Antunes o marco foi então instalado no Trevo Pastor Pimentel e inaugurado em homenagem ao aniversário de 53 anos de Coronel Fabriciano em 2002.

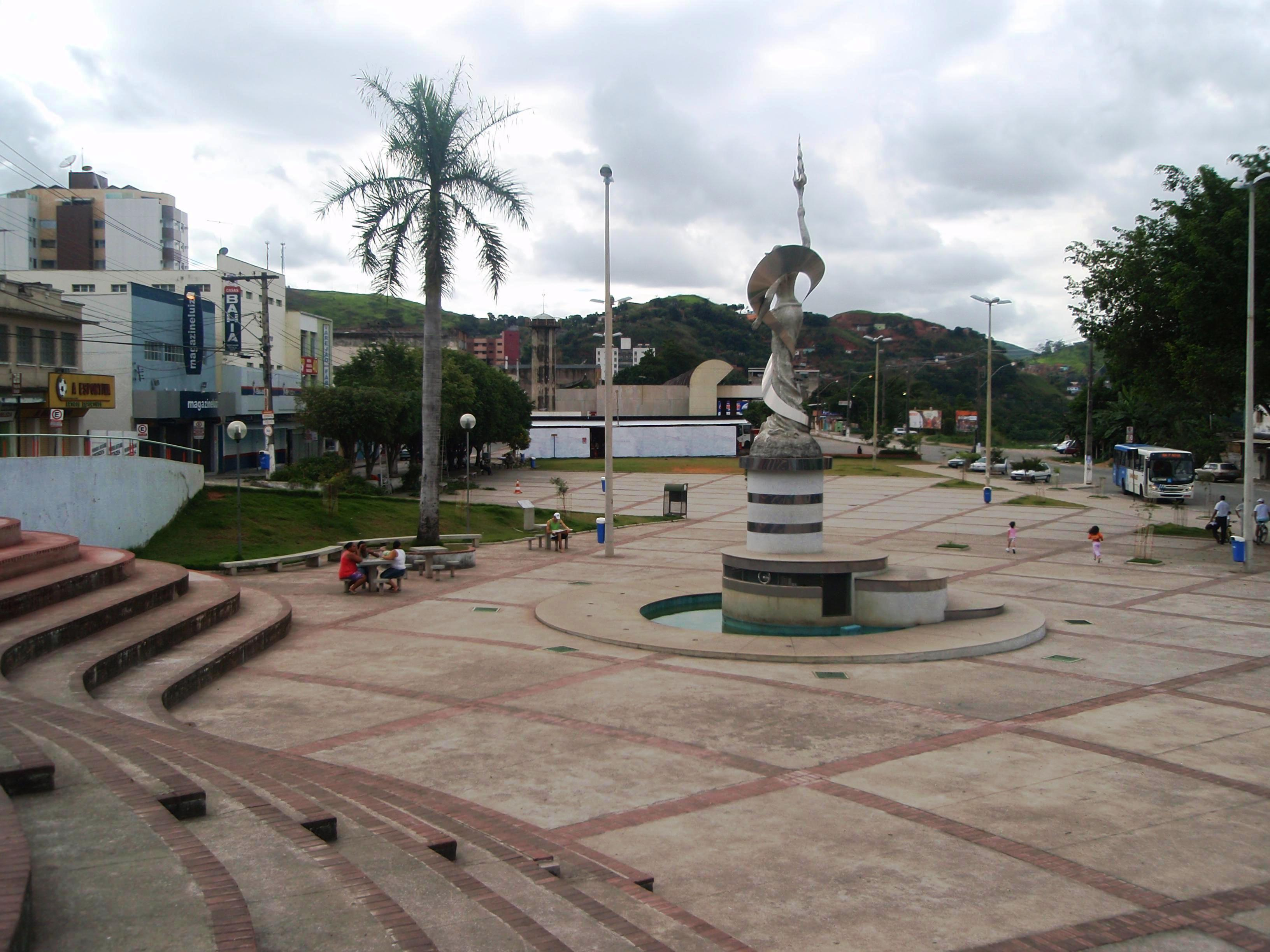
Praça da Estação em 2010

Em fevereiro de 2007, foi divulgado pelo prefeito Chico Simões um novo projeto de se estruturar uma praça na mesma região, que originalmente seria a chamada Praça do Cinquentenário e englobaria apenas uma área vizinha ao terminal urbano que funcionava como estacionamento da Câmara de Dirigentes Lojistas (CDL). Em março do ano seguinte teve início as obras da nova praça e foi anunciada a transferência do terminal para outro local no Centro de Fabriciano, sendo inaugurado na Rua Albert Scharlet em junho do mesmo ano. No lugar da antiga parada de ônibus foi construída a Praça da Estação, que foi inaugurada em 31 de outubro de 2008. As festividades de inauguração, realizadas poucas semanas após a reeleição do prefeito Chico Simões, foram marcadas por uma apresentação da dupla Rionegro & Solimões. O nome recebido pelo espaço reverencia a estação ferroviária existente naquela área antigamente.
Assim como o primeiro projeto previa a instalação de um monumento, foi erguido na nova praça o Monumento "Os Cinco Elementos da Natureza", que representa a população juntamente aos quatro elementos básicos da natureza (fogo, terra, água e ar). Foi planejado pela escultora Vilma Nöel, mesma projetora do Monumento Terra Mãe, e mede um total de 9,6 m, feito em pó de granito revestido com aço inoxidável.
Em 2009, especulou-se transformar parte da praça em um estacionamento, com objetivo de aumentar o número de vagas nas proximidades do núcleo comercial da cidade, no entanto a proposta foi vetada pelo Poder Executivo. Um novo projeto de lei (nº 3.971) a favor do uso do logradouro como estacionamento foi aprovado pela Câmara Municipal em 21 de outubro de 2014, sendo posteriormente negado pelo Executivo. O veto, no entanto, foi derrubado após votação entre os vereadores em 16 de dezembro do mesmo ano e a prefeita Rosângela Mendes teve um prazo de 48 horas para promulgar o decreto, o que não ocorreu. Assim, a lei foi promulgada pela Mesa Diretora da Câmara, mediante previsto na Lei orgânica municipal, autorizando a exploração do espaço. O valor arrecadado no estacionamento deve ser destinado à Associação de Pais e Amigos dos Excepcionais (APAE) do município. Em 2017, já no mandato do prefeito Marcos Vinícius, parte da praça passou a ser utilizada como estacionamento rotativo e em horário comercial.

## Cultura e arredores

Monumento "Os Cinco Elementos da Natureza"

A construção da Praça da Estação centralizou a realização de uma série de eventos festivos em Coronel Fabriciano, a exemplo dos espetáculos musicais, atividades cívicas, sorteios e apresentações culturais do aniversário do município, comemorado em 20 de janeiro; da encenação da Paixão de Cristo na Semana Santa, realizada na cidade desde a década de 1940; do encerramento do Concurso Gastronômico Rota dos Sabores, com shows e a organização de uma praça de alimentação com pratos da culinária local, representando bares e restaurantes do município; e da Feira de Artesanato de Coronel Fabriciano (Feiracel), realizada semanalmente às sextas-feiras, com apresentações musicais, brinquedos às crianças, barracas com alimentos e exposição do artesanato local.
A Rua Pedro Nolasco, que corresponde a uma das arestas do território da praça, representa boa parte do movimento comercial do Centro de Fabriciano, cuja formação é historicamente relacionada à presença da Estação do Calado, inaugurada em 1924. O Sobrado dos Pereira, em frente ao espaço, foi construído em 1928 como primeiro prédio em alvenaria do então povoado do Calado e primeiro estabelecimento comercial. Tem capacidade para suportar até 15 mil pessoas, podendo abrigar eventos de médio e grande porte, e constitui um marco do município e uma das principais áreas de lazer, apesar de ocasionalmente ser palco de cenas de tráfico de drogas. A pouca arborização também é questionada pelos frequentadores, devido ao aumento da sensação térmica em dias ensolarados.